# Vanda Maslovska
Vanda Maslovska –en ucraniano, Ванда Масловська– (21 de abril de 1980) es una deportista ucraniana que compitió en halterofilia.
Ganó tres medallas en el Campeonato Europeo de Halterofilia entre los años 2001 y 2006. Participó en los Juegos Olímpicos de Atenas 2004, ocupando el quinto lugar en la categoría de 69 kg.

## Palmarés internacional
| Campeonato Europeo | Campeonato Europeo     | Campeonato Europeo | Campeonato Europeo |
| Año                | Lugar                  | Medalla            | Categoría          |
| ------------------ | ---------------------- | ------------------ | ------------------ |
| 2001               | Trenčín (Eslovaquia)   | Medalla de oro     | 69 kg              |
| 2004               | Kiev (Ucrania)         | Medalla de bronce  | 69 kg              |
| 2006               | Władysławowo (Polonia) | Medalla de bronce  | 63 kg              |